# District II van Boedapest
District II  of Pesthidegkút is een district in Boedapest, aan de westzijde van de Donau, ten noorden van District I. Het district telt ongeveer 90.000 inwoners.
Bezienswaardig is o.a. 'Templomkért', een RK-kerk in een park.

## Partnerstad
- Duitsland, Mosbach

I · II · III · IV · V · VI · VII · VIII · IX · X · XI · XII · XIII · XIV · XV · XVI · XVII · XVIII · XIX · XX · XXI · XXII · XXIII